# Dyspteris egregiaria
Dyspteris egregiaria là một loài bướm đêm trong họ Geometridae.